# Caucho Metal Productos
Caucho Metal Productos (CMP) este o companie producătoare de componente auto din Spania.
Deține puncte de producție în Spania, Brazilia, India și România.
În 2006 a înregistrat o cifră de afaceri de peste 88 de milioane de euro, peste 55% din această valoare fiind realizată din activități de export.
În perioada 1995-2006, cifra de afaceri a companiei a crescut de la 7,5 milioane euro în 1995 la 88 milioane euro în 2006, rata anuală de creștere fiind de peste 23%.
În aceeași perioadă, numărul angajaților a crescut până la 480 de oameni.

## Caucho Metal Productos în România
Compania a început producția din România în fabrica de la Sibiu, inaugurată în octombrie 2006.
Număr de angajați în 2007: 200 